# Fantastic Duo
Fantastic Duo (hangul: 판타스틱 듀오) é um programa de televisão sul-coreano exibido pela SBS. Em sua primeira temporada, foi exibido através de trinta episódios aos domingos, como parte integrante da linha de programas do Good Sunday. Em sua segunda temporada, foi exibido através de 36 episódios aos domingos após o programa Running Man.
Apresentado por Jun Hyun-moo, Kim Bum-soo e Kim Jun-hyun. Seu formato consiste na competição entre fãs, que podem realizar um dueto com seu artista favorito, utilizando seus telefones.

## Formato

### Primeira temporada
Em cada episódio, de cinco a dez pessoas comuns foram selecionadas através do aplicativo de canto everySing, destas, três participantes foram selecionados para participar do programa. Essas três pessoas competem umas com as outras, a fim de apenas uma delas ser escolhida pelo cantor presente, para ser a sua "Dupla Fantástica". De três a quatro cantores formavam suas duplas e através de uma apresentação final, a platéia presente escolhia a dupla vencedora.
Além disso, em cada episódio houve um grupo de convidados que atuariam como co-apresentadores, juízes e comentaristas, o que poderia ajudar o cantor a escolher sua dupla para a apresentação final.

### Segunda temporada
A partir desta temporada, as regras do programa foram alteradas, dessa forma, o mesmo conta com dois ou três cantores, cada um com seus próprios convidados e sub-apresentadores em uma competição em estilo de equipes.